# Dionididae
A Dionididae a háromkaréjú ősrákok (Trilobita) osztályának az Asaphida rendjéhez, ezen belül a Trinucleoidea öregcsaládjához tartozó család.

## Rendszerezés
A családba az alábbi nemek tartoznak:
- Aethedionide
- Digrypos
- Dionide
- Dionideina
- Dionidella
- Huangnigangia
- Paradionide
- Tongxinaspis
- Trinucleoides